# Brachistosternus alienus
Espèce
Brachistosternus alienus est une espèce de scorpions de la famille des Bothriuridae.

## Distribution
Cette espèce est endémique d'Argentine. Elle se rencontre dans les provinces de Chubut, de Río Negro, de Neuquén, de Mendoza et de La Pampa,.

## Description
Le mâle décrit par Ojanguren-Affilastro en 2005 mesure 39,20 mm et la femelle 49,27 mm.

## Publication originale
- Lönnberg, 1898 : On the scorpions obtained during the Swedish Expedition to Tierra del Fuego 1895. Svenska Expeditionen till Magellanslanderna, vol. 2, no 3, p. 45–48.